# Конвој PQ-18
Конвој PQ-18 је био један од арктичких конвоја, послат из Уједињеног Краљевства за Совјетски Савез током Другог светског рата. Конвој напушта Лох Ју - Шкотска, 2. септембра, а стиже у Архангелск 21. септембра 1942. године.
Након огромних губитака конвоја PQ-17, Британци су одлучили да следећем конвоју доделе посредну и непосредну ваздушну заштиту. Нови ескортни носач авиона Авенџер је стигао из Сједињених Америчких Држава и чинио је срж ескортних снага. Полазак конвоја је одлаган неко време, пошто је велики део британске морнарице био ангажован у операцији Пидистел, заштити изузетно важног конвоја за Малту, августа месеца 1942. године.

## Трговачки бродови
Конвој се састојао од 44 трговачка брода: 15 британских, 20 америчких, 6 совјетских и 3 панамска.
| Име брода | Земља            | Тежина у тонама | Година изградње | Напомена           |
|           | Панама           | 5.441           | 1921.           | потопљен од авиона |
|           | Совјетски Савез  | 2.352           | 1918.           | -                  |
|           | Велика Британија | 8.992           | 1930.           | потопљен од У-408  |
|           | Велика Британија | 3.417           | 1941.           | -                  |
|           | САД              | 5.671           | 1919.           | -                  |
|           | САД              | 6.027           | 1920.           | -                  |
|           | Велика Британија | 1.526           | 1923.           | -                  |
|           | Велика Британија | 5.117           | 1940.           | -                  |
|           | Велика Британија | 6.978           | 1941.           | -                  |
|           | Велика Британија | 7.044           | 1942.           | потопљен од авиона |
|           | Велика Британија | 7.092           | 1941.           | -                  |
|           | Велика Британија | 6.327           | 1941.           | -                  |
|           | Велика Британија | 6.209           | 1941.           | потопљен од авиона |
|           | Велика Британија | 7.167           | 1942.           | -                  |
|           | САД              | 7.191           | 1942.           | -                  |
|           | САД              | 4.969           | 1919.           | -                  |
|           | Велика Британија | 5.851           | 1929.           | -                  |
|           | Велика Британија | 3.313           | 1941.           | -                  |
|           | САД              | 5.498           | 1920.           | -                  |
|           | САД              | 7.177           | 1942.           | потопљен од авиона |
|           | САД              | 5.446           | 1921.           | потопљен од авиона |
|           | Совјетски Савез  | 3.962           | 1932.           | -                  |
|           | САД              | 5.887           | 1919.           | -                  |
|           | Панама           | 4.935           | 1920.           | потопљен од авиона |
|           | САД              | 5.049           | 1919.           | потопљен од авиона |
|           | САД              | 6.061           | 1921.           | -                  |
|           | САД              | 7.177           | 1942.           | -                  |
|           | Велика Британија | 7.173           | 1942.           | -                  |
|           | Велика Британија | 6.894           | 1918.           | -                  |
|           | САД              | 7.191           | 1942.           | потопљен од У-408  |
|           | САД              | 4.862           | 1917.           | потопљен од авиона |
|           | САД              | 7.191           | 1942.           | -                  |
|           | Совјетски Савез  | 3.771           | 1921.           | -                  |
|           | САД              | 5.028           | 1919.           | -                  |
|           | САД              | 4.971           | 1919.           | -                  |
|           | САД              | 7.191           | 1942.           | -                  |
|           | Совјетски Савез  | 3.559           | 1931.           | потопљен од У-408  |
|           | Совјетски Савез  | 3.214           | 1918.           | потопљен од авиона |
|           | Совјетски Савез  | 7.169           | 1912.           | -                  |
|           | Велика Британија | 5.138           | 1940.           | -                  |
|           | САД              | 7.176           | 1942.           | -                  |
|           | САД              | 5.432           | 1920.           | потопљен од авиона |
|           | Панама           | 5.462           | 1920.           | -                  |
|           | САД              | 7.177           | 1942.           | -                  |
| --------- | ---------------- | --------------- | --------------- | ------------------ |

## Одбрана конвоја

### Бродови
Заштита конвоја се налазила под командом контраадмирала Роберта Бернета и чинили су је: ескортни носача авиона Авенџер, крстарица Сила, и разарача Онслоу, Онслот, Апертун, Офа, Ешанти, Ескимо, Сомали и Тартар. Снаге „Б“ су се састојале од разарача Милне, Марне, Мартин, Метеор, Фолкнор, Фјури, Импалсив и Интрепид. Ближу заштиту конвоја су чинили разарачи Мелколм и Ејкетез, две против-авионске топовњаче (Елинбанк и Елстер Куин), четири корвете класе Флауер (Бергемот, Бриони, Блубел и Камелиа), четири А/С рибарских брода са мрежама за извлачење (Кеип Аргона, Кеип Мариато, Деинмен и Сент Кенен) и три миноловца.
Даља заштита конвоја је била састављена од бојних бродова Енсон и Дјук оф Јорк, крстарица Лондон, Сафок, Камберленд, Шефилд, Норфок и више разарача, а налазила се под командом контраадмирала Бруса Фрејзера.

### Ваздушна заштита
На носачу авиона Авенџер се налазило 10 ловаца Хокер харикен и три торпедна бомбардера Фери Сфордфиш.
Комбиновани британско - аустралијски ваздушни одред, сачињен од 32 торпедна бомбардера Хендли Пејџ Хемпден из 144. и 455. ескадриле, 9 патролних хидроавиона Каталина из 210. ескадриле и 3 фото извиђача Спитфајер, је био послат ка ваздухопловним базама у Совјетском Савезу, да одбију евентуални напад немачког бојног брода Тирпиц. Девет Хемпдена је изгубљено дуж пута, укључујући и један који се срушио на територији окупиране Норвешке. Сви остали авиони су били распоређени у ваздухопловну базу Ваенга, 40 километара северно од Мурманска.

## Битка
Иако је Луфтвафе имала на територији северних делова Норвешке и Финске 92 торпедна бомбардера и 133 бомбаррдера, у борби је укупно учествовало 42 торпедна бомбардера Хајнкел Хе-111 из 26. пука (КГ-26) и 35 јуришних бомбардера Јункерс Ју-88. Њихова тактика се састојала у истовременом нападу торпедних и јуришних бомбардера, збуњујући на тај начин одбрану конвоја. Конвој је уочен од стране једног немачког извиђачког авиона, 12. септембра 1942. године. Група од пет немачких подморница (У-88, У-405, У-408, У-457 и У-589) је пратила конвој у стопу, али је једну од њих - У-88, потопио британски разарач Фолкнор 12. септембра, јужно од Спитбергена. Следећег дана Немци су се вратили. Прве су напале подморнице, које потапају два трговачка брода, а Луфтвафе је уз губитак од свега 5 Хаинкела Хе 111, потопила 8 трговачких бродова. Поред тога, британци су изгубили и 3 Харикена, која су оборена од „пријатељске ватре“, али су сви пилоти спашени. Сутрадан, 14. септембра, један брод је потопљен од немачке подморниве (већ је раније оштећен), али одбрана потапа једну подморницу - У-589. У свим авио нападима тог дана, Луфтвафе потапа само један трговачки брод, а губи више од 20 авиона. До краја битке, Немци губе још 10-так авиона и једни подморницу - У-457, коју је потопио 16. септембра британски разарач Импалсив, а конвоју је потопљен још један трговачки брод 18. септембра. Укупно у овој бици Немци потапају савезницима 13. трговачка брода.
Тирпиц није напао конвој и здружени ваздушни одред је пре повратка из Совјетског савеза у Уједињено Краљевство извео само један патролан лет, 14. септембра 1942. године.